# Bézac
Bézac es una comuna nueva francesa situada en el departamento de Ariège, de la región de Occitania.

## Historia
Fue creada el 1 de enero de 2023, en aplicación de una resolución del prefecto de Ariège de 22 de noviembre de 2022 con la unión de las comunas de Bézac y Saint-Amans, pasando a estar el ayuntamiento en la antigua comuna de Bézac.

## Demografía
Según los datos aportados en la última resolución del prefecto de Ariège, la comuna pasa a tener 447 habitantes.

## Composición
| Comuna delegada | Código INSEE | Población) | Superficie (km²) | Densidad (hab./km²) |
| --------------- | ------------ | ---------- | ---------------- | ------------------- |
| Bézac           | 09056        | 476 (2022) | 8.35             | 57                  |
| Saint-Amans     | 09255        | 41 (2020)  | 2.64             | 16                  |